# Teófilo Martínez
Teófilo Martínez (1913 - † Madrid, 4 d'abril de 1995) va ser un locutor i actor espanyol, va arribar a rebre sobrenoms com "El Maestro" i "La voz de la montaña" pels seus companys de professió. Jubilat en 1983, va morir dotze anys després a causa d'una pneumònia.

## Trajectòria
Considerat una de les veus més destacades del panorama radiofònic de la Espanya del segle xx. Entra a treballar en ell, en el seu moment, cèlebre quadre d'actors de Radio Madrid, pertanyent a la Cadena SER, la qual cosa li va permetre participar en alguns dels serials radiofònics més recordats de l'època.

### Radi
Va formar part dels actors del mític espai El teatro del aire. Entre les radionovel·les en les que va participar figuren Dos hombres buenos, en la que va donar vida a Don César Guzmán o Simplemente María, que a més va dirigir, i que va ser una de les més seguides en els anys 70, amb 501 capítols d'una hora diària emesos durant tres anys.

### Televisió i cinema
Va prestar la seva veu com a narrador en diverses sèries de Televisió Espanyola com La llamada de los gnomos (1987) David el Gnomo (1985) i Ruy, el pequeño Cid (1980). També va ser el narrador en el llargmetratge d'animació La creación (1968) d'Antonio Morales, i en alguns documentals, com Joyas toledanas, el damasquinado (1957), Oraciones en piedra (1957) i España puerta abierta (1972).
També va ser narrador dels últims capítols de la sèrie de natura El hombre y la Tierra (TVE, 1980), després de la mort accidental del seu director i presentador Félix Rodríguez de la Fuente.

### Doblatge
Com a actor de doblatge va prestar la seva veu a desenes de cèlebres actors nord-americans i britànics, com C. Aubrey Smith, Lionel Barrymore, Vittorio de Sica, Joseph Cotten, John Gielgud, John Wayne, Orson Welles o el propi Alfred Hitchcock en algunos episodios de la serie Hitchcock presenta.
en alguns episodis de la sèrie Hitchcock presenta.
En 1978 va posar la seva veu al narrador-protagonista en l'adaptació a l'espanyol de la Versió Musical de Jeff Wayne de la Guerra dels Mons, doblant Richard Burton. A més va intervenir en vàries sèries de dibuixos animats com Érase una vez..., La Abeja Maya, Sherlock Hound, D'Artacán y los tres Mosqueperros, David el Gnomo o La vuelta al mundo de Willy Fog o Los Caballeros del Zodiaco on va interpretar Mitsumasa Kido.

## Reconeixements
Entre els premis que va obtenir al llarg de la seva carrera figuren:
- Antena de Oro 1967[2]
- Premis Ondas 1955[3] i 1963.[4]